# ملفين وليامز (لاعب كرة قدم أمريكية)
ملفين وليامز (بالإنجليزية: Melvin Williams)‏ هو لاعب كرة قدم أمريكية أمريكي، ولد في 2 فبراير 1979 في سانت لويس في الولايات المتحدة.

## وصلات خارجية
- ملفين وليامز على موقع مرجع كرة القدم المحترفة.كوم (الإنجليزية)
- ملفين وليامز على موقع JustSportsStats.com (الإنجليزية)